# Tinia
Tinia ou Tin era o deus etrusco dos céus. 
Similar a Zeus e  Júpiter, comandava os trovões e relâmpagos e era um dos mais poderosos deuses da mitologia etrusca.